# Medalla de la Villa de París
La Medalla de la Villa de París (en francés: médaille de la Ville de Paris) es una distinción creada en 1911 y otorgada por el Ayuntamiento de París, a propuesta del pleno municipal. Existen cuatro categorías en la distinción: «Bronce», «Plata», «Oro», «Bermellón» y la más alta «Gran Bermellón».
La distinción reconoce a personas que han hecho un "acto notable en relación con la capital", y también se concede a los ciudadanos parisinos de más de cien años de edad, así como a los matrimonios que cumplan su aniversario de bodas de oro (50 años), de diamante (60 años), de platino (70 años), de alabastro (75 años) o de roble (80 años).